# تتويج الإمبراطور البيزنطي

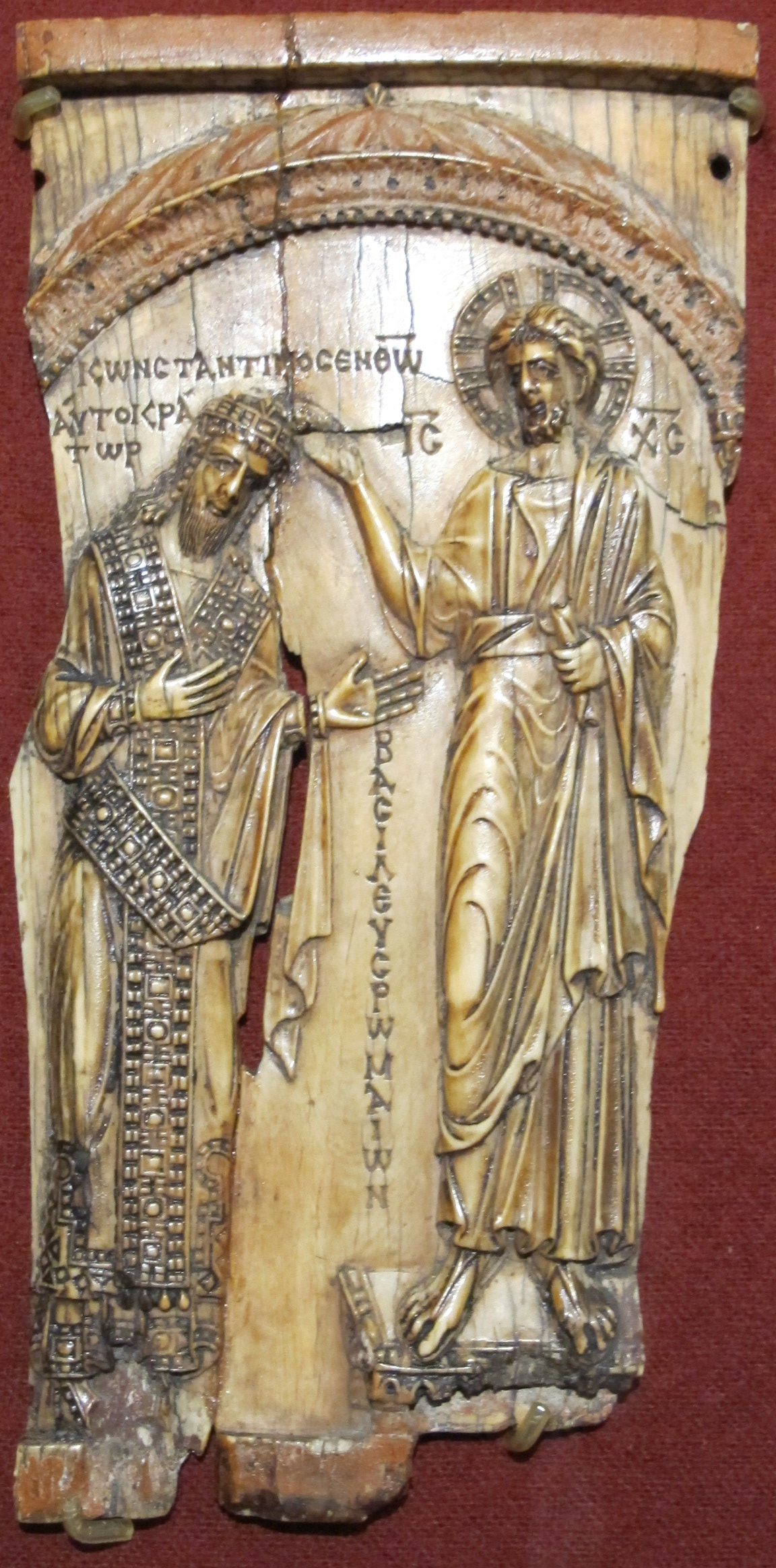
لأمير سعد عوده سعد العتيق

التتويج، هو الفعل الرمزي الرئيسي للانضمام إلى عرش الإمبراطور البيزنطي أو الإمبراطور المشارك أو الإمبراطورة. تأسس الاحتفال على التقاليد الرومانية للانتخاب من قبل مجلس الشيوخ أو الجيش، وتطور بمرور الوقت من مسألة بسيطة نسبيًا إلى طقوس معقدة. في القرنين الخامس والسادس أصبحت تلك الطقوس موحدة تدريجيًا، مع ظهور الإمبراطور الجديد أمام الشعب والجيش في ميدان سباق الخيل في القسطنطينية، حيث جرى تتويجه والترحيب به. في الوقت نفسه، برزت العناصر الدينية، ولا سيما حضور بطريرك القسطنطينية، فيما كان سابقًا احتفالًا عسكريًا أو مدنيًا بحتًا. من أوائل القرن السابع وما بعده، جرت مراسم التتويج عادة في كنيسة، وعلى رأسها آيا صوفيا، الكاتدرائية البطريركية في القسطنطينية. يبدو أن الطقوس قد توحدت بحلول نهاية القرن الثامن، ولم تتغير إلا قليلًا بعد ذلك. كان التغيير الرئيسي هو إضافة تمسك الإمبراطور في أوائل القرن الثالث عشر، على الأرجح تحت تأثير أوروبا الغربية، وإحياء الممارسات العتيقة المتمثلة في حمل الإمبراطور على درع في الخمسينيات من القرن الماضي.

## نظرية وممارسة تولي العرش الإمبراطوري
في الإمبراطورية الرومانية، لم يكن الوصول إلى العرش منظمًا بشكل رسمي. من الناحية النظرية، منذ عهد أغسطس وقد أُضفي عليه الطابع الرسمي لاحقًا في جوانب من حفل التتويج البيزنطي، كان منصب الإمبراطور الروماني اختياريًا، مع اختياره من قبل الشعب الروماني ومجلس الشيوخ والجيش. كان الهدف هو اختيار الرجل الأفضل، لكن واقع تولي العرش الإمبراطوري نادرًا ما توافق مع النظرية المثالية؛ ونتيجة لذلك، جرى تبرير الانضمام غير المنتظم إلى العرش بأثر رجعي باعتباره مظهرًا من مظاهر النعمة الإلهية.
جرى تبني فكرة اختيار أفضل رجل بشكل خاص من قبل مجلس الشيوخ، وطالب التقليد الجمهوري المستمر للطبقة الأرستقراطية في مجلس الشيوخ باختيار إمبراطور جديد من قبل مجلس الشيوخ في روما. ومع ذلك، كان أساس القوة الإمبراطورية الرومانية هو القيادة العليا للجيش، المتجسد في لقب إمبراطور، الذي أُعطي في الأصل للجنرالات المنتصرين للجمهورية. على هذا النحو، جرى اختيار الأباطرة بشكل متكرر من قبل الجيش في المقاطعات، مع حرمان مجلس الشيوخ من أي دور في هذه العملية. كانت موافقة مجلس الشيوخ لا تزال مطلوبة من حيث الشكل، ومع ذلك، قام العديد من الأباطرة بزيارة روما للحصول عليها.
منذ الأيام الأولى للإمبراطورية الرومانية، خلال فترة الحكم، كان العديد من الأباطرة الحاكمين قادرين على تعيين خلفائهم، وعادة ما كانوا أقارب من الدرجة الأولى عن طريق الدم أو التبني، لكن مبدأ الخلافة الأسرية لم يكن منصوصًا عليه في القانون. ظل الطريق دائمًا مفتوحًا أمام الحكماء غير الشرعيين لينجحوا في المطالبة بالعرش، بشرط أن يُشاد بهم من قبل عامة الناس أو الجيش، مما يشير إلى موافقتهم.
استمر هذا النمط من الحكم في الإمبراطورية الرومانية الشرقية أو الإمبراطورية البيزنطية. خلال الفترة البيزنطية المبكرة (324-610)، قدّم الجيش 12 إمبراطورًا، بينما جاء تسعة فقط من العائلة الإمبراطورية الحاكمة. بدأ هذا يتغير خلال التحولات الاجتماعية لما يسمى بـالعصور المظلمة البيزنطية في القرنين السابع والثامن، والتي عززت مبدأ شرعية الأسرة الحاكمة، والتي تمثلت في إنشاء اللقب المرموق للغاية للأطفال المولودين لأباطرة حاكمة. أصبحت الخلافة الأسرية أكثر شيوعًا، حتى سادت تمامًا في ظل سلالات كومنينوس وباليولوغوس في أواخر العصر البيزنطي.

### مراسم الانتخاب والتزكية في الإمبراطورية الرومانية
بسبب الطبيعة غير المنتظمة لتولي العرش الإمبراطوري، لم تظهر أي مراسم ثابتة خلال الإمبراطورية الرومانية. كان الجزء الوحيد الثابت هو تصفيق مجلس الشيوخ والشعب والجيش، والذي يشير إلى موافقة المحكومين؛ خلال فترة حكم الرئيس، غالبًا ما تكرر هذا الطقس سنويًا للموافقة من خلال الوعود (الفوتا) المأخوذة إلى الإمبراطور في ذكرى (ناتاليس) توليه العرش.
خلال فترة الحكم، بغض النظر عن فعل الانتخاب، تضمن حفل تولي العرش فقط منح الشارة الإمبراطورية المعتادة، وبصورة رئيسية عباءة الجنرال ذات اللون الأرجواني الإمبراطوري. بدءًا من كلوديوس (حكم من 41 إلى 54)، أعقب تولي العرش إعطاء تبرع مادي للجنود، إما كمكافأة على ولائهم، أو كرشوة مباشرة لدعمهم. منذ عهد قسطنطين الكبير (فترة حكمه من 306 إلى 337)، ووفقًا لتقليد الشرق الأدنى القديم، جرى اعتماد الإكليل كعلامة على السلطة الملكية العلنية لتولي المنصب الإمبراطوري خلال فترة الهيمنة. ومع ذلك، على عكس الممالك القديمة في الشرق الأدنى، يبدو أنه لم تُتبنَّى أي مراسم تتويج في هذه المرحلة. خلال فترة الهيمنة، استُخدمت مراسم وصول (أدفينتوس) للإمبراطور المنتصر أحيانًا كرمز للانضمام الإمبراطوري، على الرغم من أنها كانت مناسبة يُحتفل بها طوال فترة حكم الإمبراطور أيضًا.
تسجّل أول دليل على حفل التتويج أثناء حفل تتويج جوليان في عام 361، رفع الجنود الإمبراطور الجديد على درع، وأعلنوه إمبراطورًا. ظلت تلك العادة المستعارة من الشعوب الجرمانية، شائعة للإمبراطوريين العسكريين حتى فوكاس (حكم من 602 إلى 610)، لكنها لم تعد صالحة للاستخدام بعد ذلك. ولوحظت نسخة أكثر رسمية من نفس الإجراء لتتويج فالنتينيان في أنسيرا عام 364. بعد أن انتُخب من قبل قادة الجيش. أقام فالنتينيان محكمة أمام القوات المجمعة، وكان يرتدي الزي الإمبراطوري والإكليل، وأعلنه الجنود باسم أغسطس. ثم خاطب القوات ووعدهم بالأموال. اتبع إجراء مماثل عام 367، عندما توّج فالنتينيان ابنه، غراتيان، كإمبراطور مشارك.

### الفترة المبكرة، القرنين الخامس والسادس
حفل التتويج التالي المسجل هو حفل تتويج ليو الأول، عام 457. سُجّلت تفاصيل تتويج ليو الأول وليو الثاني (473) وأناستاسيوس الأول ديكوروس (491) وجوستين الأول (518) وجوستينيان الأول (525) في القرن العاشر للإمبراطور قسطنطين السابع بورفيروغينيتوس (حكم 913-959)، وقد نُسخت من عمل سابق منسوب إلى مسؤول القرن السادس بيتر الأرستقراطي؛ بالإضافة إلى ذلك، سُردت مراسم جوستين الثاني (565) في تفصيل كبير في قصيدة كوريبوس التحريرية.
عندما اختير إمبراطور لعرش شاغر، كان اختيار الحاكم الجديد يقع على عاتق كبار مسؤولي البلاط (مثل رئيس مجلس الشيوخ)، الذي يتألف من كبار الشخصيات والمسؤولين السابقين. في عام 491، فوض المسؤولون سلطتهم إلى الإمبراطورة الأرملة، أوغستا أريادن، التي اختارت أناستاسيوس الأول في حفل التتويج العام في ميدان سباق الخيل القسطنطينية. في حين أن الأباطرة الذين ترقوا إلى العرش الشاغر انتُخبوا من قبل مجلس الشيوخ والجيش، بموافقة الشعب، اختير الأباطرة المشاركين من قبل الإمبراطور الحاكم، وعلى الرغم من استشارة مجلس الشيوخ، إلا أن الاختيار كان في النهاية ملك الحاكم. على الرغم من أن هذا كان في الواقع اختيارًا لسلالة الأسرة، فإن حق الإمبراطور الجديد في العرش لم ينبع من ولادته، ولكن من إرادة من سبقه.